# Kama Massampu
Francis Kama Massampu (Mantes-la-Jolie, 26 dicembre 1991) è un calciatore francese di origine congolese, attaccante del Les Sables.

## Carriera
Ha esordito in Ligue 1 con il Valenciennes nella stagione 2010-2011, giocando 2 partite. Nella stagione successiva gioca un ulteriore incontro in massima serie.